# チャールズ・ボイル (第4代オーラリー伯爵)

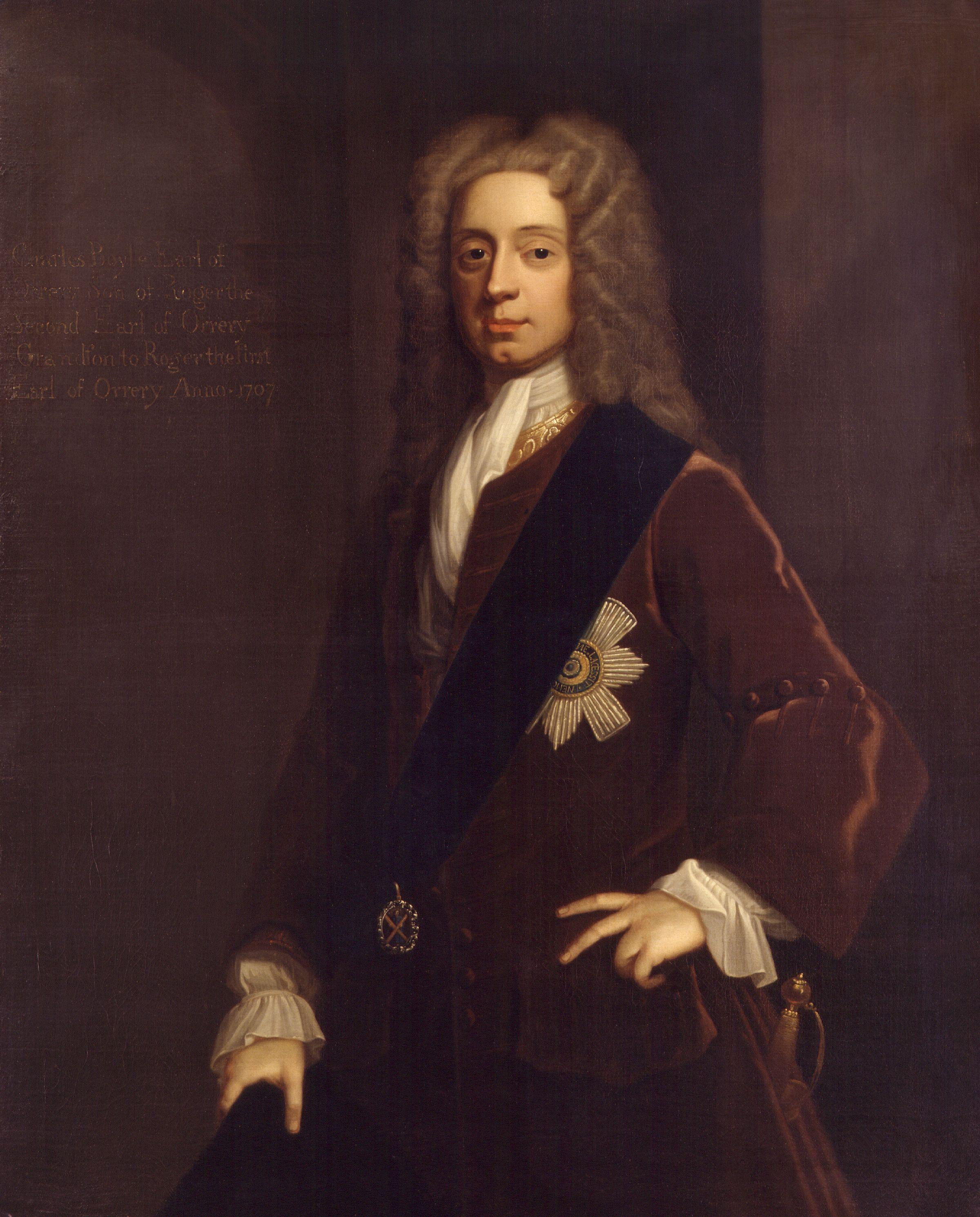
The Earl of Orrery

第4代オーラリー伯爵チャールズ・ボイル (だい4だいオーラリーはくしゃくチャールズ・ボイル、Charles Boyle, 4th Earl of Orrery、1674年7月28日 - 1731年8月28日) は、イギリスの貴族、政治家、自然科学のパトロンである。

## 経歴
第2代オーラリー伯爵ロジャー・ボイルと、第5代ドーセット伯爵リチャード・サックヴィル (英語版) の娘メアリー (1647-1710) の次男として、ロンドンのリトル・チェルシーで生まれた  。オックスフォード大学のクライスト・チャーチで学び、その見識と能力ですぐに頭角を現した。初代伯と同様、彼もまた作家・軍人、及び政治家となった。
プルタルコスの「リュサンドロス伝」を翻訳し、ファラリスの書簡を出版したが、そのことによりリチャード・ベントレー (英語版) との有名な論争に巻き込まれた 。
アイルランド議会の議員として1695年から1699年までチャールビル選挙区 (英語版) から選出され、1701年から1705年まではイングランド議会議員としてハンティントン選挙区 (英語版) から選出された。1703年、兄ライオネルの逝去に伴い、オーラリー伯爵位を承継した。
ボイルは陸軍に入り、1709年少将に昇進し枢密院の顧問官となった。その後シッスル勲章を叙勲され、ブラバント公国、フランドルへ女王の使節として派遣された。その信頼に実力をもって応えたボイルは、サマセットでマーストンのボイル男爵に叙爵された。1714年、マーストン・ハウス (英語版) を承継した。

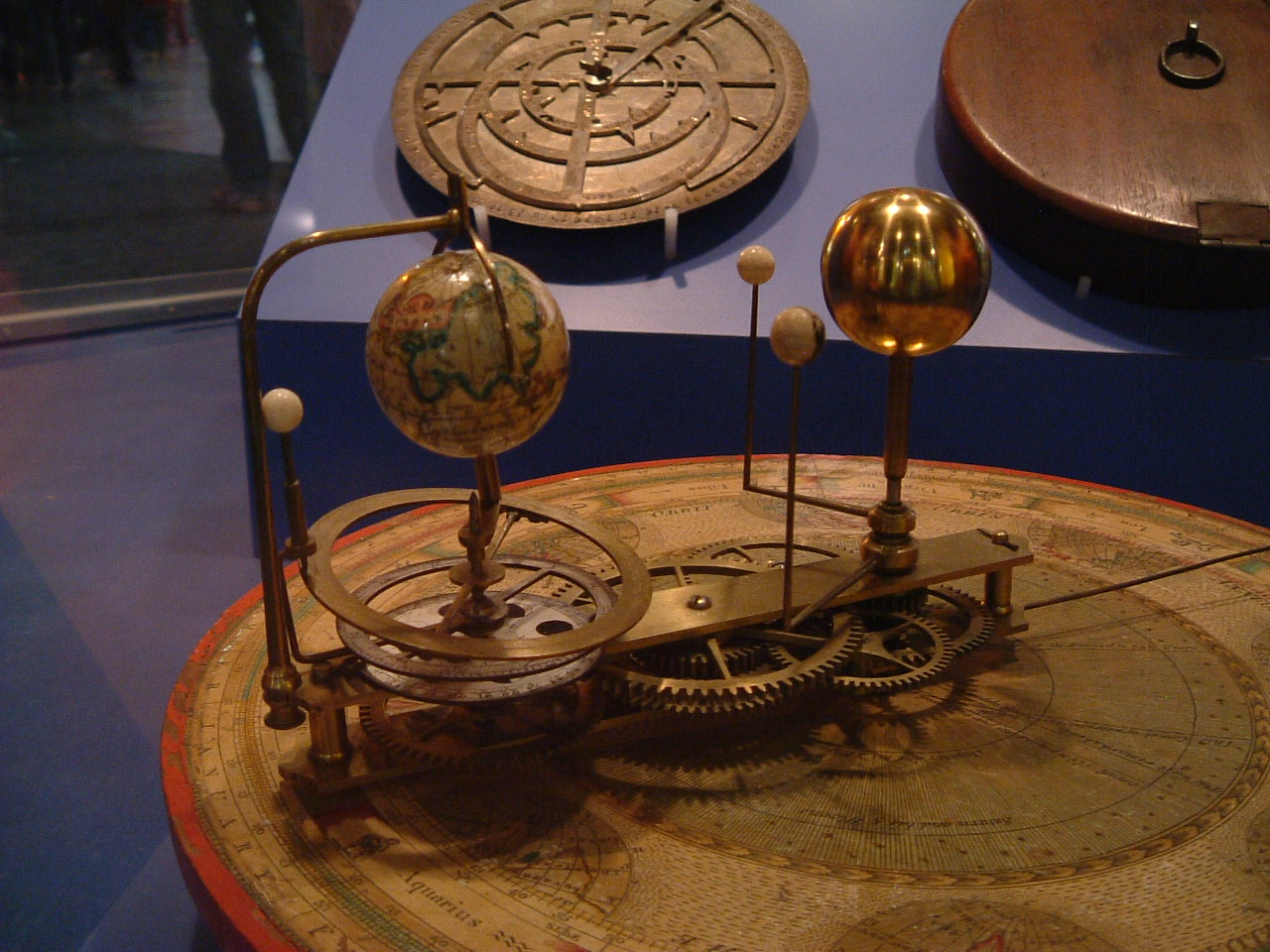
太陽系儀「オーラリー」
その名にちなんで名づけられた。

1706年ボイルは王立協会フェローとなり、1713年、ボイルの支援を受けて時計師のジョージ・グラハムは、太陽の周りを惑星が規則正しく周回することを実証できる太陽系儀を初めて製作した。この機器はボイルの名に因み、「オーラリー」と名付けられた。
ボイルはジョージ1世の治世下でも、さらにいくつかの栄誉を受けたが、政府がジャコバイトのアタベリー陰謀事件に加担した疑いで不幸に見舞われた。ボイルは1722年、ロンドン塔に6か月間収監され、その後釈放が認められた  。
ボイルは作家として喜劇を書いた。「As you find it」(あなたがそれを見つけるように) は1703年に出版され、後に初代伯の戯曲と共に出版された。
ボイルは1731年、ウェストミンスターの自宅で亡くなり、ウェストミンスター寺院に埋葬された。その個人的な蔵書と科学機器のコレクションはキリスト・チャーチ・ライブラリー (英語版) に寄贈された。それらは現在オックスフォードの科学史歴史館に展示されている。
ボイルの長男のジョンはボイル家の分家として、三従兄弟  の第4代コーク伯からコーク伯爵位を承継した。

## 系譜図
|  |  |                  |                  |                  |                  |                                                                                              |                                                                                              |                                                                                              |                                                                                              |                                                                                              |                                                                                              |                                                                                               |                                                                                               |                                                                                               |                                                                                               |                                                                                               |                                                                                               |                                                           |                                                           |                                                                                             |                                                                                             | リチャード・ボイル 初代コーク伯爵 初代ダンガーヴァン子爵 (1566-1643)                        |                                                                                             |                                                                                             |                                                                                             |                                                                                            |                                                                                            |                                                                                               |                                                                                               |                                                                                               |                                                                                               |                                                                                               |                                                                                               |                                                                                            |                                                                                            |                                                                                            |                                                                                            |                                                                                            |                                                                                            |                                                                                           |                                                                                           |                                                  |                                                  |  |  |                              |                              |                              |                              |                              |                              |  |  |  |  |  |  |  |  |  |  |  |  |  |  |  |  |  |  |  |  |  |  |  |  |  |  |  |  |  |  |
|  |  |                  |                  |                  |                  |                                                                                              |                                                                                              |                                                                                              |                                                                                              |                                                                                              |                                                                                              |                                                                                               |                                                                                               |                                                                                               |                                                                                               |                                                                                               |                                                                                               |                                                           |                                                           |                                                                                             |                                                                                             |                                                                                             |                                                                                             |                                                                                             |                                                                                             |                                                                                            |                                                                                            |                                                                                               |                                                                                               |                                                                                               |                                                                                               |                                                                                               |                                                                                               |                                                                                            |                                                                                            |                                                                                            |                                                                                            |                                                                                            |                                                                                            |                                                                                           |                                                                                           |                                                  |                                                  |  |  |                              |                              |                              |                              |                              |                              |  |  |  |  |  |  |  |  |  |  |  |  |  |  |  |  |  |  |  |  |  |  |  |  |  |  |  |  |  |  |
|  |  |                  |                  |                  |                  |                                                                                              |                                                                                              |                                                                                              |                                                                                              |                                                                                              |                                                                                              |                                                                                               |                                                                                               |                                                                                               |                                                                                               |                                                                                               |                                                                                               |                                                           |                                                           |                                                                                             |                                                                                             |                                                                                             |                                                                                             |                                                                                             |                                                                                             |                                                                                            |                                                                                            |                                                                                               |                                                                                               |                                                                                               |                                                                                               |                                                                                               |                                                                                               |                                                                                            |                                                                                            |                                                                                            |                                                                                            |                                                                                            |                                                                                            |                                                                                           |                                                                                           |                                                  |                                                  |  |  |                              |                              |                              |                              |                              |                              |  |  |  |  |  |  |  |  |  |  |  |  |  |  |  |  |  |  |  |  |  |  |  |  |  |  |  |  |  |  |
|  |  | ロジャー・ボイル | ロジャー・ボイル | ロジャー・ボイル | ロジャー・ボイル | ロジャー・ボイル                                                                             | ロジャー・ボイル                                                                             |                                                                                              |                                                                                              | リチャード・ボイル 第2代コーク伯爵 初代バーリントン伯爵 第2代ダンガーヴァン子爵 (1612-1698)  | リチャード・ボイル 第2代コーク伯爵 初代バーリントン伯爵 第2代ダンガーヴァン子爵 (1612-1698)  | リチャード・ボイル 第2代コーク伯爵 初代バーリントン伯爵 第2代ダンガーヴァン子爵 (1612-1698)   | リチャード・ボイル 第2代コーク伯爵 初代バーリントン伯爵 第2代ダンガーヴァン子爵 (1612-1698)   | リチャード・ボイル 第2代コーク伯爵 初代バーリントン伯爵 第2代ダンガーヴァン子爵 (1612-1698)   | リチャード・ボイル 第2代コーク伯爵 初代バーリントン伯爵 第2代ダンガーヴァン子爵 (1612-1698)   |                                                                                               |                                                                                               | ルイス・ボイル 初代キナルミーキーのボイル子爵 (1619-1642) | ルイス・ボイル 初代キナルミーキーのボイル子爵 (1619-1642) | ルイス・ボイル 初代キナルミーキーのボイル子爵 (1619-1642)                                   | ルイス・ボイル 初代キナルミーキーのボイル子爵 (1619-1642)                                   | ルイス・ボイル 初代キナルミーキーのボイル子爵 (1619-1642)                                   | ルイス・ボイル 初代キナルミーキーのボイル子爵 (1619-1642)                                   |                                                                                             |                                                                                             | ロジャー・ボイル 初代オーラリー伯爵 (1621-1679)                                            | ロジャー・ボイル 初代オーラリー伯爵 (1621-1679)                                            | ロジャー・ボイル 初代オーラリー伯爵 (1621-1679)                                               | ロジャー・ボイル 初代オーラリー伯爵 (1621-1679)                                               | ロジャー・ボイル 初代オーラリー伯爵 (1621-1679)                                               | ロジャー・ボイル 初代オーラリー伯爵 (1621-1679)                                               |                                                                                               |                                                                                               |                                                                                            |                                                                                            |                                                                                            |                                                                                            | フランシス・ボイル 初代シャノン子爵 (1623-1699)                                            | フランシス・ボイル 初代シャノン子爵 (1623-1699)                                            | フランシス・ボイル 初代シャノン子爵 (1623-1699)                                           | フランシス・ボイル 初代シャノン子爵 (1623-1699)                                           | フランシス・ボイル 初代シャノン子爵 (1623-1699)  | フランシス・ボイル 初代シャノン子爵 (1623-1699)  |  |  | ロバート・ボイル (1627-1691) | ロバート・ボイル (1627-1691) | ロバート・ボイル (1627-1691) | ロバート・ボイル (1627-1691) | ロバート・ボイル (1627-1691) | ロバート・ボイル (1627-1691) |  |  |  |  |  |  |  |  |  |  |  |  |  |  |  |  |  |  |  |  |  |  |  |  |  |  |  |  |  |  |
|  |  | ロジャー・ボイル | ロジャー・ボイル | ロジャー・ボイル | ロジャー・ボイル | ロジャー・ボイル                                                                             | ロジャー・ボイル                                                                             |                                                                                              |                                                                                              | リチャード・ボイル 第2代コーク伯爵 初代バーリントン伯爵 第2代ダンガーヴァン子爵 (1612-1698)  | リチャード・ボイル 第2代コーク伯爵 初代バーリントン伯爵 第2代ダンガーヴァン子爵 (1612-1698)  | リチャード・ボイル 第2代コーク伯爵 初代バーリントン伯爵 第2代ダンガーヴァン子爵 (1612-1698)   | リチャード・ボイル 第2代コーク伯爵 初代バーリントン伯爵 第2代ダンガーヴァン子爵 (1612-1698)   | リチャード・ボイル 第2代コーク伯爵 初代バーリントン伯爵 第2代ダンガーヴァン子爵 (1612-1698)   | リチャード・ボイル 第2代コーク伯爵 初代バーリントン伯爵 第2代ダンガーヴァン子爵 (1612-1698)   |                                                                                               |                                                                                               | ルイス・ボイル 初代キナルミーキーのボイル子爵 (1619-1642) | ルイス・ボイル 初代キナルミーキーのボイル子爵 (1619-1642) | ルイス・ボイル 初代キナルミーキーのボイル子爵 (1619-1642)                                   | ルイス・ボイル 初代キナルミーキーのボイル子爵 (1619-1642)                                   | ルイス・ボイル 初代キナルミーキーのボイル子爵 (1619-1642)                                   | ルイス・ボイル 初代キナルミーキーのボイル子爵 (1619-1642)                                   |                                                                                             |                                                                                             | ロジャー・ボイル 初代オーラリー伯爵 (1621-1679)                                            | ロジャー・ボイル 初代オーラリー伯爵 (1621-1679)                                            | ロジャー・ボイル 初代オーラリー伯爵 (1621-1679)                                               | ロジャー・ボイル 初代オーラリー伯爵 (1621-1679)                                               | ロジャー・ボイル 初代オーラリー伯爵 (1621-1679)                                               | ロジャー・ボイル 初代オーラリー伯爵 (1621-1679)                                               |                                                                                               |                                                                                               |                                                                                            |                                                                                            |                                                                                            |                                                                                            | フランシス・ボイル 初代シャノン子爵 (1623-1699)                                            | フランシス・ボイル 初代シャノン子爵 (1623-1699)                                            | フランシス・ボイル 初代シャノン子爵 (1623-1699)                                           | フランシス・ボイル 初代シャノン子爵 (1623-1699)                                           | フランシス・ボイル 初代シャノン子爵 (1623-1699)  | フランシス・ボイル 初代シャノン子爵 (1623-1699)  |  |  | ロバート・ボイル (1627-1691) | ロバート・ボイル (1627-1691) | ロバート・ボイル (1627-1691) | ロバート・ボイル (1627-1691) | ロバート・ボイル (1627-1691) | ロバート・ボイル (1627-1691) |  |  |  |  |  |  |  |  |  |  |  |  |  |  |  |  |  |  |  |  |  |  |  |  |  |  |  |  |  |  |
|  |  |                  |                  |                  |                  |                                                                                              |                                                                                              |                                                                                              |                                                                                              | チャールズ・ボイル 第3代ダンガーヴァン子爵 (1639-1694)                                       | チャールズ・ボイル 第3代ダンガーヴァン子爵 (1639-1694)                                       | チャールズ・ボイル 第3代ダンガーヴァン子爵 (1639-1694)                                        | チャールズ・ボイル 第3代ダンガーヴァン子爵 (1639-1694)                                        | チャールズ・ボイル 第3代ダンガーヴァン子爵 (1639-1694)                                        | チャールズ・ボイル 第3代ダンガーヴァン子爵 (1639-1694)                                        |                                                                                               |                                                                                               |                                                           |                                                           |                                                                                             |                                                                                             |                                                                                             |                                                                                             |                                                                                             |                                                                                             | ロジャー・ボイル 第2代オーラリー伯爵 (1646-1682)                                           | ロジャー・ボイル 第2代オーラリー伯爵 (1646-1682)                                           | ロジャー・ボイル 第2代オーラリー伯爵 (1646-1682)                                              | ロジャー・ボイル 第2代オーラリー伯爵 (1646-1682)                                              | ロジャー・ボイル 第2代オーラリー伯爵 (1646-1682)                                              | ロジャー・ボイル 第2代オーラリー伯爵 (1646-1682)                                              |                                                                                               |                                                                                               |                                                                                            |                                                                                            |                                                                                            |                                                                                            | リチャード・ボイル (1640頃生)                                                              | リチャード・ボイル (1640頃生)                                                              | リチャード・ボイル (1640頃生)                                                             | リチャード・ボイル (1640頃生)                                                             | リチャード・ボイル (1640頃生)                    | リチャード・ボイル (1640頃生)                    |  |  |                              |                              |                              |                              |                              |                              |  |  |  |  |  |  |  |  |  |  |  |  |  |  |  |  |  |  |  |  |  |  |  |  |  |  |  |  |  |  |
|  |  |                  |                  |                  |                  |                                                                                              |                                                                                              |                                                                                              |                                                                                              | チャールズ・ボイル 第3代ダンガーヴァン子爵 (1639-1694)                                       | チャールズ・ボイル 第3代ダンガーヴァン子爵 (1639-1694)                                       | チャールズ・ボイル 第3代ダンガーヴァン子爵 (1639-1694)                                        | チャールズ・ボイル 第3代ダンガーヴァン子爵 (1639-1694)                                        | チャールズ・ボイル 第3代ダンガーヴァン子爵 (1639-1694)                                        | チャールズ・ボイル 第3代ダンガーヴァン子爵 (1639-1694)                                        |                                                                                               |                                                                                               |                                                           |                                                           |                                                                                             |                                                                                             |                                                                                             |                                                                                             |                                                                                             |                                                                                             | ロジャー・ボイル 第2代オーラリー伯爵 (1646-1682)                                           | ロジャー・ボイル 第2代オーラリー伯爵 (1646-1682)                                           | ロジャー・ボイル 第2代オーラリー伯爵 (1646-1682)                                              | ロジャー・ボイル 第2代オーラリー伯爵 (1646-1682)                                              | ロジャー・ボイル 第2代オーラリー伯爵 (1646-1682)                                              | ロジャー・ボイル 第2代オーラリー伯爵 (1646-1682)                                              |                                                                                               |                                                                                               |                                                                                            |                                                                                            |                                                                                            |                                                                                            | リチャード・ボイル (1640頃生)                                                              | リチャード・ボイル (1640頃生)                                                              | リチャード・ボイル (1640頃生)                                                             | リチャード・ボイル (1640頃生)                                                             | リチャード・ボイル (1640頃生)                    | リチャード・ボイル (1640頃生)                    |  |  |                              |                              |                              |                              |                              |                              |  |  |  |  |  |  |  |  |  |  |  |  |  |  |  |  |  |  |  |  |  |  |  |  |  |  |  |  |  |  |
|  |  |                  |                  |                  |                  |                                                                                              |                                                                                              |                                                                                              |                                                                                              |                                                                                              |                                                                                              |                                                                                               |                                                                                               |                                                                                               |                                                                                               |                                                                                               |                                                                                               |                                                           |                                                           |                                                                                             |                                                                                             |                                                                                             |                                                                                             |                                                                                             |                                                                                             |                                                                                            |                                                                                            |                                                                                               |                                                                                               |                                                                                               |                                                                                               |                                                                                               |                                                                                               |                                                                                            |                                                                                            |                                                                                            |                                                                                            |                                                                                            |                                                                                            |                                                                                           |                                                                                           |                                                  |                                                  |  |  |                              |                              |                              |                              |                              |                              |  |  |  |  |  |  |  |  |  |  |  |  |  |  |  |  |  |  |  |  |  |  |  |  |  |  |  |  |  |  |
|  |  |                  |                  |                  |                  | チャールズ・ボイル 第3代コーク伯爵 第2代バーリントン伯爵 第4代ダンガーヴァン子爵 (1660-1704) | チャールズ・ボイル 第3代コーク伯爵 第2代バーリントン伯爵 第4代ダンガーヴァン子爵 (1660-1704) | チャールズ・ボイル 第3代コーク伯爵 第2代バーリントン伯爵 第4代ダンガーヴァン子爵 (1660-1704) | チャールズ・ボイル 第3代コーク伯爵 第2代バーリントン伯爵 第4代ダンガーヴァン子爵 (1660-1704) | チャールズ・ボイル 第3代コーク伯爵 第2代バーリントン伯爵 第4代ダンガーヴァン子爵 (1660-1704) | チャールズ・ボイル 第3代コーク伯爵 第2代バーリントン伯爵 第4代ダンガーヴァン子爵 (1660-1704) |                                                                                               |                                                                                               | ヘンリー・ボイル 初代カールトン男爵 (1669-1725)                                               | ヘンリー・ボイル 初代カールトン男爵 (1669-1725)                                               | ヘンリー・ボイル 初代カールトン男爵 (1669-1725)                                               | ヘンリー・ボイル 初代カールトン男爵 (1669-1725)                                               | ヘンリー・ボイル 初代カールトン男爵 (1669-1725)           | ヘンリー・ボイル 初代カールトン男爵 (1669-1725)           |                                                                                             |                                                                                             | ライオネル・ボイル 第3代オーラリー伯爵 (1671-1703)                                          | ライオネル・ボイル 第3代オーラリー伯爵 (1671-1703)                                          | ライオネル・ボイル 第3代オーラリー伯爵 (1671-1703)                                          | ライオネル・ボイル 第3代オーラリー伯爵 (1671-1703)                                          | ライオネル・ボイル 第3代オーラリー伯爵 (1671-1703)                                         | ライオネル・ボイル 第3代オーラリー伯爵 (1671-1703)                                         |                                                                                               |                                                                                               | チャールズ・ボイル 第4代オーラリー伯爵 (1674-1731)                                            | チャールズ・ボイル 第4代オーラリー伯爵 (1674-1731)                                            | チャールズ・ボイル 第4代オーラリー伯爵 (1674-1731)                                            | チャールズ・ボイル 第4代オーラリー伯爵 (1674-1731)                                            | チャールズ・ボイル 第4代オーラリー伯爵 (1674-1731)                                         | チャールズ・ボイル 第4代オーラリー伯爵 (1674-1731)                                         |                                                                                            |                                                                                            | リチャード・ボイル 第2代シャノン子爵 (1675–1740)                                           | リチャード・ボイル 第2代シャノン子爵 (1675–1740)                                           | リチャード・ボイル 第2代シャノン子爵 (1675–1740)                                          | リチャード・ボイル 第2代シャノン子爵 (1675–1740)                                          | リチャード・ボイル 第2代シャノン子爵 (1675–1740) | リチャード・ボイル 第2代シャノン子爵 (1675–1740) |  |  |                              |                              |                              |                              |                              |                              |  |  |  |  |  |  |  |  |  |  |  |  |  |  |  |  |  |  |  |  |  |  |  |  |  |  |  |  |  |  |
|  |  |                  |                  |                  |                  | チャールズ・ボイル 第3代コーク伯爵 第2代バーリントン伯爵 第4代ダンガーヴァン子爵 (1660-1704) | チャールズ・ボイル 第3代コーク伯爵 第2代バーリントン伯爵 第4代ダンガーヴァン子爵 (1660-1704) | チャールズ・ボイル 第3代コーク伯爵 第2代バーリントン伯爵 第4代ダンガーヴァン子爵 (1660-1704) | チャールズ・ボイル 第3代コーク伯爵 第2代バーリントン伯爵 第4代ダンガーヴァン子爵 (1660-1704) | チャールズ・ボイル 第3代コーク伯爵 第2代バーリントン伯爵 第4代ダンガーヴァン子爵 (1660-1704) | チャールズ・ボイル 第3代コーク伯爵 第2代バーリントン伯爵 第4代ダンガーヴァン子爵 (1660-1704) |                                                                                               |                                                                                               | ヘンリー・ボイル 初代カールトン男爵 (1669-1725)                                               | ヘンリー・ボイル 初代カールトン男爵 (1669-1725)                                               | ヘンリー・ボイル 初代カールトン男爵 (1669-1725)                                               | ヘンリー・ボイル 初代カールトン男爵 (1669-1725)                                               | ヘンリー・ボイル 初代カールトン男爵 (1669-1725)           | ヘンリー・ボイル 初代カールトン男爵 (1669-1725)           |                                                                                             |                                                                                             | ライオネル・ボイル 第3代オーラリー伯爵 (1671-1703)                                          | ライオネル・ボイル 第3代オーラリー伯爵 (1671-1703)                                          | ライオネル・ボイル 第3代オーラリー伯爵 (1671-1703)                                          | ライオネル・ボイル 第3代オーラリー伯爵 (1671-1703)                                          | ライオネル・ボイル 第3代オーラリー伯爵 (1671-1703)                                         | ライオネル・ボイル 第3代オーラリー伯爵 (1671-1703)                                         |                                                                                               |                                                                                               | チャールズ・ボイル 第4代オーラリー伯爵 (1674-1731)                                            | チャールズ・ボイル 第4代オーラリー伯爵 (1674-1731)                                            | チャールズ・ボイル 第4代オーラリー伯爵 (1674-1731)                                            | チャールズ・ボイル 第4代オーラリー伯爵 (1674-1731)                                            | チャールズ・ボイル 第4代オーラリー伯爵 (1674-1731)                                         | チャールズ・ボイル 第4代オーラリー伯爵 (1674-1731)                                         |                                                                                            |                                                                                            | リチャード・ボイル 第2代シャノン子爵 (1675–1740)                                           | リチャード・ボイル 第2代シャノン子爵 (1675–1740)                                           | リチャード・ボイル 第2代シャノン子爵 (1675–1740)                                          | リチャード・ボイル 第2代シャノン子爵 (1675–1740)                                          | リチャード・ボイル 第2代シャノン子爵 (1675–1740) | リチャード・ボイル 第2代シャノン子爵 (1675–1740) |  |  |                              |                              |                              |                              |                              |                              |  |  |  |  |  |  |  |  |  |  |  |  |  |  |  |  |  |  |  |  |  |  |  |  |  |  |  |  |  |  |
|  |  |                  |                  |                  |                  | リチャード・ボイル 第4代コーク伯爵 第3代バーリントン伯爵 第5代ダンガーヴァン子爵 (1694-1753) | リチャード・ボイル 第4代コーク伯爵 第3代バーリントン伯爵 第5代ダンガーヴァン子爵 (1694-1753) | リチャード・ボイル 第4代コーク伯爵 第3代バーリントン伯爵 第5代ダンガーヴァン子爵 (1694-1753) | リチャード・ボイル 第4代コーク伯爵 第3代バーリントン伯爵 第5代ダンガーヴァン子爵 (1694-1753) | リチャード・ボイル 第4代コーク伯爵 第3代バーリントン伯爵 第5代ダンガーヴァン子爵 (1694-1753) | リチャード・ボイル 第4代コーク伯爵 第3代バーリントン伯爵 第5代ダンガーヴァン子爵 (1694-1753) |                                                                                               |                                                                                               |                                                                                               |                                                                                               |                                                                                               |                                                                                               |                                                           |                                                           |                                                                                             |                                                                                             | ヘンリエッタ・ハミルトン (-1732)                                                            | ヘンリエッタ・ハミルトン (-1732)                                                            | ヘンリエッタ・ハミルトン (-1732)                                                            | ヘンリエッタ・ハミルトン (-1732)                                                            | ヘンリエッタ・ハミルトン (-1732)                                                           | ヘンリエッタ・ハミルトン (-1732)                                                           |                                                                                               |                                                                                               | ジョン・ボイル 第5代コーク伯爵 第5代オーラリー伯爵 第6代ダンガーヴァン子爵 (1707-1762)        | ジョン・ボイル 第5代コーク伯爵 第5代オーラリー伯爵 第6代ダンガーヴァン子爵 (1707-1762)        | ジョン・ボイル 第5代コーク伯爵 第5代オーラリー伯爵 第6代ダンガーヴァン子爵 (1707-1762)        | ジョン・ボイル 第5代コーク伯爵 第5代オーラリー伯爵 第6代ダンガーヴァン子爵 (1707-1762)        | ジョン・ボイル 第5代コーク伯爵 第5代オーラリー伯爵 第6代ダンガーヴァン子爵 (1707-1762)     | ジョン・ボイル 第5代コーク伯爵 第5代オーラリー伯爵 第6代ダンガーヴァン子爵 (1707-1762)     |                                                                                            |                                                                                            | マーガレット・ハミルトン (1710-1758)                                                       | マーガレット・ハミルトン (1710-1758)                                                       | マーガレット・ハミルトン (1710-1758)                                                      | マーガレット・ハミルトン (1710-1758)                                                      | マーガレット・ハミルトン (1710-1758)             | マーガレット・ハミルトン (1710-1758)             |  |  |                              |                              |                              |                              |                              |                              |  |  |  |  |  |  |  |  |  |  |  |  |  |  |  |  |  |  |  |  |  |  |  |  |  |  |  |  |  |  |
|  |  |                  |                  |                  |                  | リチャード・ボイル 第4代コーク伯爵 第3代バーリントン伯爵 第5代ダンガーヴァン子爵 (1694-1753) | リチャード・ボイル 第4代コーク伯爵 第3代バーリントン伯爵 第5代ダンガーヴァン子爵 (1694-1753) | リチャード・ボイル 第4代コーク伯爵 第3代バーリントン伯爵 第5代ダンガーヴァン子爵 (1694-1753) | リチャード・ボイル 第4代コーク伯爵 第3代バーリントン伯爵 第5代ダンガーヴァン子爵 (1694-1753) | リチャード・ボイル 第4代コーク伯爵 第3代バーリントン伯爵 第5代ダンガーヴァン子爵 (1694-1753) | リチャード・ボイル 第4代コーク伯爵 第3代バーリントン伯爵 第5代ダンガーヴァン子爵 (1694-1753) |                                                                                               |                                                                                               |                                                                                               |                                                                                               |                                                                                               |                                                                                               |                                                           |                                                           |                                                                                             |                                                                                             | ヘンリエッタ・ハミルトン (-1732)                                                            | ヘンリエッタ・ハミルトン (-1732)                                                            | ヘンリエッタ・ハミルトン (-1732)                                                            | ヘンリエッタ・ハミルトン (-1732)                                                            | ヘンリエッタ・ハミルトン (-1732)                                                           | ヘンリエッタ・ハミルトン (-1732)                                                           |                                                                                               |                                                                                               | ジョン・ボイル 第5代コーク伯爵 第5代オーラリー伯爵 第6代ダンガーヴァン子爵 (1707-1762)        | ジョン・ボイル 第5代コーク伯爵 第5代オーラリー伯爵 第6代ダンガーヴァン子爵 (1707-1762)        | ジョン・ボイル 第5代コーク伯爵 第5代オーラリー伯爵 第6代ダンガーヴァン子爵 (1707-1762)        | ジョン・ボイル 第5代コーク伯爵 第5代オーラリー伯爵 第6代ダンガーヴァン子爵 (1707-1762)        | ジョン・ボイル 第5代コーク伯爵 第5代オーラリー伯爵 第6代ダンガーヴァン子爵 (1707-1762)     | ジョン・ボイル 第5代コーク伯爵 第5代オーラリー伯爵 第6代ダンガーヴァン子爵 (1707-1762)     |                                                                                            |                                                                                            | マーガレット・ハミルトン (1710-1758)                                                       | マーガレット・ハミルトン (1710-1758)                                                       | マーガレット・ハミルトン (1710-1758)                                                      | マーガレット・ハミルトン (1710-1758)                                                      | マーガレット・ハミルトン (1710-1758)             | マーガレット・ハミルトン (1710-1758)             |  |  |                              |                              |                              |                              |                              |                              |  |  |  |  |  |  |  |  |  |  |  |  |  |  |  |  |  |  |  |  |  |  |  |  |  |  |  |  |  |  |
|  |  |                  |                  |                  |                  |                                                                                              |                                                                                              |                                                                                              |                                                                                              |                                                                                              |                                                                                              |                                                                                               |                                                                                               |                                                                                               |                                                                                               |                                                                                               |                                                                                               |                                                           |                                                           |                                                                                             |                                                                                             |                                                                                             |                                                                                             |                                                                                             |                                                                                             |                                                                                            |                                                                                            |                                                                                               |                                                                                               |                                                                                               |                                                                                               |                                                                                               |                                                                                               |                                                                                            |                                                                                            |                                                                                            |                                                                                            |                                                                                            |                                                                                            |                                                                                           |                                                                                           |                                                  |                                                  |  |  |                              |                              |                              |                              |                              |                              |  |  |  |  |  |  |  |  |  |  |  |  |  |  |  |  |  |  |  |  |  |  |  |  |  |  |  |  |  |  |
|  |  |                  |                  |                  |                  |                                                                                              |                                                                                              |                                                                                              |                                                                                              |                                                                                              |                                                                                              |                                                                                               |                                                                                               |                                                                                               |                                                                                               |                                                                                               |                                                                                               |                                                           |                                                           |                                                                                             |                                                                                             |                                                                                             |                                                                                             |                                                                                             |                                                                                             |                                                                                            |                                                                                            |                                                                                               |                                                                                               |                                                                                               |                                                                                               |                                                                                               |                                                                                               |                                                                                            |                                                                                            |                                                                                            |                                                                                            |                                                                                            |                                                                                            |                                                                                           |                                                                                           |                                                  |                                                  |  |  |                              |                              |                              |                              |                              |                              |  |  |  |  |  |  |  |  |  |  |  |  |  |  |  |  |  |  |  |  |  |  |  |  |  |  |  |  |  |  |
|  |  |                  |                  |                  |                  |                                                                                              |                                                                                              |                                                                                              |                                                                                              |                                                                                              |                                                                                              |                                                                                               |                                                                                               |                                                                                               |                                                                                               |                                                                                               |                                                                                               | チャールズ・ボイル (1729-1759)                            | チャールズ・ボイル (1729-1759)                            | チャールズ・ボイル (1729-1759)                                                              | チャールズ・ボイル (1729-1759)                                                              | チャールズ・ボイル (1729-1759)                                                              | チャールズ・ボイル (1729-1759)                                                              |                                                                                             |                                                                                             | ハミルトン・ボイル 第6代コーク伯爵 第6代オーラリー伯爵 第7代ダンガーヴァン子爵 (1729-1764) | ハミルトン・ボイル 第6代コーク伯爵 第6代オーラリー伯爵 第7代ダンガーヴァン子爵 (1729-1764) | ハミルトン・ボイル 第6代コーク伯爵 第6代オーラリー伯爵 第7代ダンガーヴァン子爵 (1729-1764)    | ハミルトン・ボイル 第6代コーク伯爵 第6代オーラリー伯爵 第7代ダンガーヴァン子爵 (1729-1764)    | ハミルトン・ボイル 第6代コーク伯爵 第6代オーラリー伯爵 第7代ダンガーヴァン子爵 (1729-1764)    | ハミルトン・ボイル 第6代コーク伯爵 第6代オーラリー伯爵 第7代ダンガーヴァン子爵 (1729-1764)    |                                                                                               |                                                                                               | エドマンド・ボイル 第7代コーク伯爵 第7代オーラリー伯爵 第8代ダンガーヴァン子爵 (1742-1798) | エドマンド・ボイル 第7代コーク伯爵 第7代オーラリー伯爵 第8代ダンガーヴァン子爵 (1742-1798) | エドマンド・ボイル 第7代コーク伯爵 第7代オーラリー伯爵 第8代ダンガーヴァン子爵 (1742-1798) | エドマンド・ボイル 第7代コーク伯爵 第7代オーラリー伯爵 第8代ダンガーヴァン子爵 (1742-1798) | エドマンド・ボイル 第7代コーク伯爵 第7代オーラリー伯爵 第8代ダンガーヴァン子爵 (1742-1798) | エドマンド・ボイル 第7代コーク伯爵 第7代オーラリー伯爵 第8代ダンガーヴァン子爵 (1742-1798) |                                                                                           |                                                                                           |                                                  |                                                  |  |  |                              |                              |                              |                              |                              |                              |  |  |  |  |  |  |  |  |  |  |  |  |  |  |  |  |  |  |  |  |  |  |  |  |  |  |  |  |  |  |
|  |  |                  |                  |                  |                  |                                                                                              |                                                                                              |                                                                                              |                                                                                              |                                                                                              |                                                                                              |                                                                                               |                                                                                               |                                                                                               |                                                                                               |                                                                                               |                                                                                               | チャールズ・ボイル (1729-1759)                            | チャールズ・ボイル (1729-1759)                            | チャールズ・ボイル (1729-1759)                                                              | チャールズ・ボイル (1729-1759)                                                              | チャールズ・ボイル (1729-1759)                                                              | チャールズ・ボイル (1729-1759)                                                              |                                                                                             |                                                                                             | ハミルトン・ボイル 第6代コーク伯爵 第6代オーラリー伯爵 第7代ダンガーヴァン子爵 (1729-1764) | ハミルトン・ボイル 第6代コーク伯爵 第6代オーラリー伯爵 第7代ダンガーヴァン子爵 (1729-1764) | ハミルトン・ボイル 第6代コーク伯爵 第6代オーラリー伯爵 第7代ダンガーヴァン子爵 (1729-1764)    | ハミルトン・ボイル 第6代コーク伯爵 第6代オーラリー伯爵 第7代ダンガーヴァン子爵 (1729-1764)    | ハミルトン・ボイル 第6代コーク伯爵 第6代オーラリー伯爵 第7代ダンガーヴァン子爵 (1729-1764)    | ハミルトン・ボイル 第6代コーク伯爵 第6代オーラリー伯爵 第7代ダンガーヴァン子爵 (1729-1764)    |                                                                                               |                                                                                               | エドマンド・ボイル 第7代コーク伯爵 第7代オーラリー伯爵 第8代ダンガーヴァン子爵 (1742-1798) | エドマンド・ボイル 第7代コーク伯爵 第7代オーラリー伯爵 第8代ダンガーヴァン子爵 (1742-1798) | エドマンド・ボイル 第7代コーク伯爵 第7代オーラリー伯爵 第8代ダンガーヴァン子爵 (1742-1798) | エドマンド・ボイル 第7代コーク伯爵 第7代オーラリー伯爵 第8代ダンガーヴァン子爵 (1742-1798) | エドマンド・ボイル 第7代コーク伯爵 第7代オーラリー伯爵 第8代ダンガーヴァン子爵 (1742-1798) | エドマンド・ボイル 第7代コーク伯爵 第7代オーラリー伯爵 第8代ダンガーヴァン子爵 (1742-1798) |                                                                                           |                                                                                           |                                                  |                                                  |  |  |                              |                              |                              |                              |                              |                              |  |  |  |  |  |  |  |  |  |  |  |  |  |  |  |  |  |  |  |  |  |  |  |  |  |  |  |  |  |  |
|  |  |                  |                  |                  |                  |                                                                                              |                                                                                              |                                                                                              |                                                                                              |                                                                                              |                                                                                              |                                                                                               |                                                                                               |                                                                                               |                                                                                               |                                                                                               |                                                                                               |                                                           |                                                           |                                                                                             |                                                                                             |                                                                                             |                                                                                             |                                                                                             |                                                                                             |                                                                                            |                                                                                            |                                                                                               |                                                                                               |                                                                                               |                                                                                               |                                                                                               |                                                                                               |                                                                                            |                                                                                            |                                                                                            |                                                                                            |                                                                                            |                                                                                            |                                                                                           |                                                                                           |                                                  |                                                  |  |  |                              |                              |                              |                              |                              |                              |  |  |  |  |  |  |  |  |  |  |  |  |  |  |  |  |  |  |  |  |  |  |  |  |  |  |  |  |  |  |
|  |  |                  |                  |                  |                  |                                                                                              |                                                                                              |                                                                                              |                                                                                              |                                                                                              |                                                                                              |                                                                                               |                                                                                               |                                                                                               |                                                                                               |                                                                                               |                                                                                               |                                                           |                                                           |                                                                                             |                                                                                             |                                                                                             |                                                                                             |                                                                                             |                                                                                             | ジョン・ボイル (1765-1768)                                                                 | ジョン・ボイル (1765-1768)                                                                 | ジョン・ボイル (1765-1768)                                                                    | ジョン・ボイル (1765-1768)                                                                    | ジョン・ボイル (1765-1768)                                                                    | ジョン・ボイル (1765-1768)                                                                    |                                                                                               |                                                                                               | エドマンド・ボイル 第8代コーク伯爵 第8代オーラリー伯爵 第9代ダンガーヴァン子爵 (1767-1856) | エドマンド・ボイル 第8代コーク伯爵 第8代オーラリー伯爵 第9代ダンガーヴァン子爵 (1767-1856) | エドマンド・ボイル 第8代コーク伯爵 第8代オーラリー伯爵 第9代ダンガーヴァン子爵 (1767-1856) | エドマンド・ボイル 第8代コーク伯爵 第8代オーラリー伯爵 第9代ダンガーヴァン子爵 (1767-1856) | エドマンド・ボイル 第8代コーク伯爵 第8代オーラリー伯爵 第9代ダンガーヴァン子爵 (1767-1856) | エドマンド・ボイル 第8代コーク伯爵 第8代オーラリー伯爵 第9代ダンガーヴァン子爵 (1767-1856) |                                                                                           |                                                                                           |                                                  |                                                  |  |  |                              |                              |                              |                              |                              |                              |  |  |  |  |  |  |  |  |  |  |  |  |  |  |  |  |  |  |  |  |  |  |  |  |  |  |  |  |  |  |
|  |  |                  |                  |                  |                  |                                                                                              |                                                                                              |                                                                                              |                                                                                              |                                                                                              |                                                                                              |                                                                                               |                                                                                               |                                                                                               |                                                                                               |                                                                                               |                                                                                               |                                                           |                                                           |                                                                                             |                                                                                             |                                                                                             |                                                                                             |                                                                                             |                                                                                             | ジョン・ボイル (1765-1768)                                                                 | ジョン・ボイル (1765-1768)                                                                 | ジョン・ボイル (1765-1768)                                                                    | ジョン・ボイル (1765-1768)                                                                    | ジョン・ボイル (1765-1768)                                                                    | ジョン・ボイル (1765-1768)                                                                    |                                                                                               |                                                                                               | エドマンド・ボイル 第8代コーク伯爵 第8代オーラリー伯爵 第9代ダンガーヴァン子爵 (1767-1856) | エドマンド・ボイル 第8代コーク伯爵 第8代オーラリー伯爵 第9代ダンガーヴァン子爵 (1767-1856) | エドマンド・ボイル 第8代コーク伯爵 第8代オーラリー伯爵 第9代ダンガーヴァン子爵 (1767-1856) | エドマンド・ボイル 第8代コーク伯爵 第8代オーラリー伯爵 第9代ダンガーヴァン子爵 (1767-1856) | エドマンド・ボイル 第8代コーク伯爵 第8代オーラリー伯爵 第9代ダンガーヴァン子爵 (1767-1856) | エドマンド・ボイル 第8代コーク伯爵 第8代オーラリー伯爵 第9代ダンガーヴァン子爵 (1767-1856) |                                                                                           |                                                                                           |                                                  |                                                  |  |  |                              |                              |                              |                              |                              |                              |  |  |  |  |  |  |  |  |  |  |  |  |  |  |  |  |  |  |  |  |  |  |  |  |  |  |  |  |  |  |
|  |  |                  |                  |                  |                  |                                                                                              |                                                                                              |                                                                                              |                                                                                              |                                                                                              |                                                                                              |                                                                                               |                                                                                               |                                                                                               |                                                                                               |                                                                                               |                                                                                               |                                                           |                                                           |                                                                                             |                                                                                             |                                                                                             |                                                                                             |                                                                                             |                                                                                             |                                                                                            |                                                                                            |                                                                                               |                                                                                               |                                                                                               |                                                                                               |                                                                                               |                                                                                               |                                                                                            |                                                                                            |                                                                                            |                                                                                            |                                                                                            |                                                                                            |                                                                                           |                                                                                           |                                                  |                                                  |  |  |                              |                              |                              |                              |                              |                              |  |  |  |  |  |  |  |  |  |  |  |  |  |  |  |  |  |  |  |  |  |  |  |  |  |  |  |  |  |  |
|  |  |                  |                  |                  |                  |                                                                                              |                                                                                              |                                                                                              |                                                                                              |                                                                                              |                                                                                              | エドマンド・ボイル (1798-1826)                                                                | エドマンド・ボイル (1798-1826)                                                                | エドマンド・ボイル (1798-1826)                                                                | エドマンド・ボイル (1798-1826)                                                                | エドマンド・ボイル (1798-1826)                                                                | エドマンド・ボイル (1798-1826)                                                                |                                                           |                                                           | チャールズ・ボイル (1800-1834)                                                              | チャールズ・ボイル (1800-1834)                                                              | チャールズ・ボイル (1800-1834)                                                              | チャールズ・ボイル (1800-1834)                                                              | チャールズ・ボイル (1800-1834)                                                              | チャールズ・ボイル (1800-1834)                                                              |                                                                                            |                                                                                            |                                                                                               |                                                                                               |                                                                                               |                                                                                               |                                                                                               |                                                                                               | ジョン・ボイル                                                                             | ジョン・ボイル                                                                             | ジョン・ボイル                                                                             | ジョン・ボイル                                                                             | ジョン・ボイル                                                                             | ジョン・ボイル                                                                             |                                                                                           |                                                                                           |                                                  |                                                  |  |  |                              |                              |                              |                              |                              |                              |  |  |  |  |  |  |  |  |  |  |  |  |  |  |  |  |  |  |  |  |  |  |  |  |  |  |  |  |  |  |
|  |  |                  |                  |                  |                  |                                                                                              |                                                                                              |                                                                                              |                                                                                              |                                                                                              |                                                                                              | エドマンド・ボイル (1798-1826)                                                                | エドマンド・ボイル (1798-1826)                                                                | エドマンド・ボイル (1798-1826)                                                                | エドマンド・ボイル (1798-1826)                                                                | エドマンド・ボイル (1798-1826)                                                                | エドマンド・ボイル (1798-1826)                                                                |                                                           |                                                           | チャールズ・ボイル (1800-1834)                                                              | チャールズ・ボイル (1800-1834)                                                              | チャールズ・ボイル (1800-1834)                                                              | チャールズ・ボイル (1800-1834)                                                              | チャールズ・ボイル (1800-1834)                                                              | チャールズ・ボイル (1800-1834)                                                              |                                                                                            |                                                                                            |                                                                                               |                                                                                               |                                                                                               |                                                                                               |                                                                                               |                                                                                               | ジョン・ボイル                                                                             | ジョン・ボイル                                                                             | ジョン・ボイル                                                                             | ジョン・ボイル                                                                             | ジョン・ボイル                                                                             | ジョン・ボイル                                                                             |                                                                                           |                                                                                           |                                                  |                                                  |  |  |                              |                              |                              |                              |                              |                              |  |  |  |  |  |  |  |  |  |  |  |  |  |  |  |  |  |  |  |  |  |  |  |  |  |  |  |  |  |  |
|  |  |                  |                  |                  |                  |                                                                                              |                                                                                              |                                                                                              |                                                                                              |                                                                                              |                                                                                              |                                                                                               |                                                                                               |                                                                                               |                                                                                               |                                                                                               |                                                                                               |                                                           |                                                           | リチャード・ボイル 第9代コーク伯爵 第9代オーラリー伯爵 第10代ダンガーヴァン子爵 (1829-1904) | リチャード・ボイル 第9代コーク伯爵 第9代オーラリー伯爵 第10代ダンガーヴァン子爵 (1829-1904) | リチャード・ボイル 第9代コーク伯爵 第9代オーラリー伯爵 第10代ダンガーヴァン子爵 (1829-1904) | リチャード・ボイル 第9代コーク伯爵 第9代オーラリー伯爵 第10代ダンガーヴァン子爵 (1829-1904) | リチャード・ボイル 第9代コーク伯爵 第9代オーラリー伯爵 第10代ダンガーヴァン子爵 (1829-1904) | リチャード・ボイル 第9代コーク伯爵 第9代オーラリー伯爵 第10代ダンガーヴァン子爵 (1829-1904) |                                                                                            |                                                                                            |                                                                                               |                                                                                               |                                                                                               |                                                                                               |                                                                                               |                                                                                               | ジェラルド・ボイル                                                                         | ジェラルド・ボイル                                                                         | ジェラルド・ボイル                                                                         | ジェラルド・ボイル                                                                         | ジェラルド・ボイル                                                                         | ジェラルド・ボイル                                                                         |                                                                                           |                                                                                           |                                                  |                                                  |  |  |                              |                              |                              |                              |                              |                              |  |  |  |  |  |  |  |  |  |  |  |  |  |  |  |  |  |  |  |  |  |  |  |  |  |  |  |  |  |  |
|  |  |                  |                  |                  |                  |                                                                                              |                                                                                              |                                                                                              |                                                                                              |                                                                                              |                                                                                              |                                                                                               |                                                                                               |                                                                                               |                                                                                               |                                                                                               |                                                                                               |                                                           |                                                           | リチャード・ボイル 第9代コーク伯爵 第9代オーラリー伯爵 第10代ダンガーヴァン子爵 (1829-1904) | リチャード・ボイル 第9代コーク伯爵 第9代オーラリー伯爵 第10代ダンガーヴァン子爵 (1829-1904) | リチャード・ボイル 第9代コーク伯爵 第9代オーラリー伯爵 第10代ダンガーヴァン子爵 (1829-1904) | リチャード・ボイル 第9代コーク伯爵 第9代オーラリー伯爵 第10代ダンガーヴァン子爵 (1829-1904) | リチャード・ボイル 第9代コーク伯爵 第9代オーラリー伯爵 第10代ダンガーヴァン子爵 (1829-1904) | リチャード・ボイル 第9代コーク伯爵 第9代オーラリー伯爵 第10代ダンガーヴァン子爵 (1829-1904) |                                                                                            |                                                                                            |                                                                                               |                                                                                               |                                                                                               |                                                                                               |                                                                                               |                                                                                               | ジェラルド・ボイル                                                                         | ジェラルド・ボイル                                                                         | ジェラルド・ボイル                                                                         | ジェラルド・ボイル                                                                         | ジェラルド・ボイル                                                                         | ジェラルド・ボイル                                                                         |                                                                                           |                                                                                           |                                                  |                                                  |  |  |                              |                              |                              |                              |                              |                              |  |  |  |  |  |  |  |  |  |  |  |  |  |  |  |  |  |  |  |  |  |  |  |  |  |  |  |  |  |  |
|  |  |                  |                  |                  |                  |                                                                                              |                                                                                              |                                                                                              |                                                                                              |                                                                                              |                                                                                              |                                                                                               |                                                                                               |                                                                                               |                                                                                               |                                                                                               |                                                                                               |                                                           |                                                           |                                                                                             |                                                                                             |                                                                                             |                                                                                             |                                                                                             |                                                                                             |                                                                                            |                                                                                            |                                                                                               |                                                                                               |                                                                                               |                                                                                               |                                                                                               |                                                                                               |                                                                                            |                                                                                            |                                                                                            |                                                                                            |                                                                                            |                                                                                            |                                                                                           |                                                                                           |                                                  |                                                  |  |  |                              |                              |                              |                              |                              |                              |  |  |  |  |  |  |  |  |  |  |  |  |  |  |  |  |  |  |  |  |  |  |  |  |  |  |  |  |  |  |
|  |  |                  |                  |                  |                  |                                                                                              |                                                                                              |                                                                                              |                                                                                              |                                                                                              |                                                                                              | チャールズ・ボイル 第10代コーク伯爵 第10代オーラリー伯爵 第11代ダンガーヴァン子爵 (1861-1925) | チャールズ・ボイル 第10代コーク伯爵 第10代オーラリー伯爵 第11代ダンガーヴァン子爵 (1861-1925) | チャールズ・ボイル 第10代コーク伯爵 第10代オーラリー伯爵 第11代ダンガーヴァン子爵 (1861-1925) | チャールズ・ボイル 第10代コーク伯爵 第10代オーラリー伯爵 第11代ダンガーヴァン子爵 (1861-1925) | チャールズ・ボイル 第10代コーク伯爵 第10代オーラリー伯爵 第11代ダンガーヴァン子爵 (1861-1925) | チャールズ・ボイル 第10代コーク伯爵 第10代オーラリー伯爵 第11代ダンガーヴァン子爵 (1861-1925) |                                                           |                                                           | ロバート・ボイル 第11代コーク伯爵 第11代オーラリー伯爵 第12代ダンガーヴァン子爵 (1864-1934) | ロバート・ボイル 第11代コーク伯爵 第11代オーラリー伯爵 第12代ダンガーヴァン子爵 (1864-1934) | ロバート・ボイル 第11代コーク伯爵 第11代オーラリー伯爵 第12代ダンガーヴァン子爵 (1864-1934) | ロバート・ボイル 第11代コーク伯爵 第11代オーラリー伯爵 第12代ダンガーヴァン子爵 (1864-1934) | ロバート・ボイル 第11代コーク伯爵 第11代オーラリー伯爵 第12代ダンガーヴァン子爵 (1864-1934) | ロバート・ボイル 第11代コーク伯爵 第11代オーラリー伯爵 第12代ダンガーヴァン子爵 (1864-1934) |                                                                                            |                                                                                            | ウィリアム・ボイル 第12代コーク伯爵 第12代オーラリー伯爵 第13代ダンガーヴァン子爵 (1873-1967) | ウィリアム・ボイル 第12代コーク伯爵 第12代オーラリー伯爵 第13代ダンガーヴァン子爵 (1873-1967) | ウィリアム・ボイル 第12代コーク伯爵 第12代オーラリー伯爵 第13代ダンガーヴァン子爵 (1873-1967) | ウィリアム・ボイル 第12代コーク伯爵 第12代オーラリー伯爵 第13代ダンガーヴァン子爵 (1873-1967) | ウィリアム・ボイル 第12代コーク伯爵 第12代オーラリー伯爵 第13代ダンガーヴァン子爵 (1873-1967) | ウィリアム・ボイル 第12代コーク伯爵 第12代オーラリー伯爵 第13代ダンガーヴァン子爵 (1873-1967) |                                                                                            |                                                                                            | レジナルド・ボイル                                                                         | レジナルド・ボイル                                                                         | レジナルド・ボイル                                                                         | レジナルド・ボイル                                                                         | レジナルド・ボイル                                                                        | レジナルド・ボイル                                                                        |                                                  |                                                  |  |  |                              |                              |                              |                              |                              |                              |  |  |  |  |  |  |  |  |  |  |  |  |  |  |  |  |  |  |  |  |  |  |  |  |  |  |  |  |  |  |
|  |  |                  |                  |                  |                  |                                                                                              |                                                                                              |                                                                                              |                                                                                              |                                                                                              |                                                                                              | チャールズ・ボイル 第10代コーク伯爵 第10代オーラリー伯爵 第11代ダンガーヴァン子爵 (1861-1925) | チャールズ・ボイル 第10代コーク伯爵 第10代オーラリー伯爵 第11代ダンガーヴァン子爵 (1861-1925) | チャールズ・ボイル 第10代コーク伯爵 第10代オーラリー伯爵 第11代ダンガーヴァン子爵 (1861-1925) | チャールズ・ボイル 第10代コーク伯爵 第10代オーラリー伯爵 第11代ダンガーヴァン子爵 (1861-1925) | チャールズ・ボイル 第10代コーク伯爵 第10代オーラリー伯爵 第11代ダンガーヴァン子爵 (1861-1925) | チャールズ・ボイル 第10代コーク伯爵 第10代オーラリー伯爵 第11代ダンガーヴァン子爵 (1861-1925) |                                                           |                                                           | ロバート・ボイル 第11代コーク伯爵 第11代オーラリー伯爵 第12代ダンガーヴァン子爵 (1864-1934) | ロバート・ボイル 第11代コーク伯爵 第11代オーラリー伯爵 第12代ダンガーヴァン子爵 (1864-1934) | ロバート・ボイル 第11代コーク伯爵 第11代オーラリー伯爵 第12代ダンガーヴァン子爵 (1864-1934) | ロバート・ボイル 第11代コーク伯爵 第11代オーラリー伯爵 第12代ダンガーヴァン子爵 (1864-1934) | ロバート・ボイル 第11代コーク伯爵 第11代オーラリー伯爵 第12代ダンガーヴァン子爵 (1864-1934) | ロバート・ボイル 第11代コーク伯爵 第11代オーラリー伯爵 第12代ダンガーヴァン子爵 (1864-1934) |                                                                                            |                                                                                            | ウィリアム・ボイル 第12代コーク伯爵 第12代オーラリー伯爵 第13代ダンガーヴァン子爵 (1873-1967) | ウィリアム・ボイル 第12代コーク伯爵 第12代オーラリー伯爵 第13代ダンガーヴァン子爵 (1873-1967) | ウィリアム・ボイル 第12代コーク伯爵 第12代オーラリー伯爵 第13代ダンガーヴァン子爵 (1873-1967) | ウィリアム・ボイル 第12代コーク伯爵 第12代オーラリー伯爵 第13代ダンガーヴァン子爵 (1873-1967) | ウィリアム・ボイル 第12代コーク伯爵 第12代オーラリー伯爵 第13代ダンガーヴァン子爵 (1873-1967) | ウィリアム・ボイル 第12代コーク伯爵 第12代オーラリー伯爵 第13代ダンガーヴァン子爵 (1873-1967) |                                                                                            |                                                                                            | レジナルド・ボイル                                                                         | レジナルド・ボイル                                                                         | レジナルド・ボイル                                                                         | レジナルド・ボイル                                                                         | レジナルド・ボイル                                                                        | レジナルド・ボイル                                                                        |                                                  |                                                  |  |  |                              |                              |                              |                              |                              |                              |  |  |  |  |  |  |  |  |  |  |  |  |  |  |  |  |  |  |  |  |  |  |  |  |  |  |  |  |  |  |
|  |  |                  |                  |                  |                  |                                                                                              |                                                                                              |                                                                                              |                                                                                              |                                                                                              |                                                                                              |                                                                                               |                                                                                               |                                                                                               |                                                                                               |                                                                                               |                                                                                               |                                                           |                                                           |                                                                                             |                                                                                             |                                                                                             |                                                                                             |                                                                                             |                                                                                             |                                                                                            |                                                                                            |                                                                                               |                                                                                               |                                                                                               |                                                                                               |                                                                                               |                                                                                               |                                                                                            |                                                                                            |                                                                                            |                                                                                            |                                                                                            |                                                                                            |                                                                                           |                                                                                           |                                                  |                                                  |  |  |                              |                              |                              |                              |                              |                              |  |  |  |  |  |  |  |  |  |  |  |  |  |  |  |  |  |  |  |  |  |  |  |  |  |  |  |  |  |  |
|  |  |                  |                  |                  |                  |                                                                                              |                                                                                              |                                                                                              |                                                                                              |                                                                                              |                                                                                              |                                                                                               |                                                                                               |                                                                                               |                                                                                               |                                                                                               |                                                                                               |                                                           |                                                           |                                                                                             |                                                                                             |                                                                                             |                                                                                             |                                                                                             |                                                                                             |                                                                                            |                                                                                            | パトリック・ボイル 第13代コーク伯爵 第13代オーラリー伯爵 第14代ダンガーヴァン子爵 (1910-1995) | パトリック・ボイル 第13代コーク伯爵 第13代オーラリー伯爵 第14代ダンガーヴァン子爵 (1910-1995) | パトリック・ボイル 第13代コーク伯爵 第13代オーラリー伯爵 第14代ダンガーヴァン子爵 (1910-1995) | パトリック・ボイル 第13代コーク伯爵 第13代オーラリー伯爵 第14代ダンガーヴァン子爵 (1910-1995) | パトリック・ボイル 第13代コーク伯爵 第13代オーラリー伯爵 第14代ダンガーヴァン子爵 (1910-1995) | パトリック・ボイル 第13代コーク伯爵 第13代オーラリー伯爵 第14代ダンガーヴァン子爵 (1910-1995) |                                                                                            |                                                                                            | ジョン・ボイル 第14代コーク伯爵 第14代オーラリー伯爵 第15代ダンガーヴァン子爵 (1916-2003)  | ジョン・ボイル 第14代コーク伯爵 第14代オーラリー伯爵 第15代ダンガーヴァン子爵 (1916-2003)  | ジョン・ボイル 第14代コーク伯爵 第14代オーラリー伯爵 第15代ダンガーヴァン子爵 (1916-2003)  | ジョン・ボイル 第14代コーク伯爵 第14代オーラリー伯爵 第15代ダンガーヴァン子爵 (1916-2003)  | ジョン・ボイル 第14代コーク伯爵 第14代オーラリー伯爵 第15代ダンガーヴァン子爵 (1916-2003) | ジョン・ボイル 第14代コーク伯爵 第14代オーラリー伯爵 第15代ダンガーヴァン子爵 (1916-2003) |                                                  |                                                  |  |  |                              |                              |                              |                              |                              |                              |  |  |  |  |  |  |  |  |  |  |  |  |  |  |  |  |  |  |  |  |  |  |  |  |  |  |  |  |  |  |
|  |  |                  |                  |                  |                  |                                                                                              |                                                                                              |                                                                                              |                                                                                              |                                                                                              |                                                                                              |                                                                                               |                                                                                               |                                                                                               |                                                                                               |                                                                                               |                                                                                               |                                                           |                                                           |                                                                                             |                                                                                             |                                                                                             |                                                                                             |                                                                                             |                                                                                             |                                                                                            |                                                                                            | パトリック・ボイル 第13代コーク伯爵 第13代オーラリー伯爵 第14代ダンガーヴァン子爵 (1910-1995) | パトリック・ボイル 第13代コーク伯爵 第13代オーラリー伯爵 第14代ダンガーヴァン子爵 (1910-1995) | パトリック・ボイル 第13代コーク伯爵 第13代オーラリー伯爵 第14代ダンガーヴァン子爵 (1910-1995) | パトリック・ボイル 第13代コーク伯爵 第13代オーラリー伯爵 第14代ダンガーヴァン子爵 (1910-1995) | パトリック・ボイル 第13代コーク伯爵 第13代オーラリー伯爵 第14代ダンガーヴァン子爵 (1910-1995) | パトリック・ボイル 第13代コーク伯爵 第13代オーラリー伯爵 第14代ダンガーヴァン子爵 (1910-1995) |                                                                                            |                                                                                            | ジョン・ボイル 第14代コーク伯爵 第14代オーラリー伯爵 第15代ダンガーヴァン子爵 (1916-2003)  | ジョン・ボイル 第14代コーク伯爵 第14代オーラリー伯爵 第15代ダンガーヴァン子爵 (1916-2003)  | ジョン・ボイル 第14代コーク伯爵 第14代オーラリー伯爵 第15代ダンガーヴァン子爵 (1916-2003)  | ジョン・ボイル 第14代コーク伯爵 第14代オーラリー伯爵 第15代ダンガーヴァン子爵 (1916-2003)  | ジョン・ボイル 第14代コーク伯爵 第14代オーラリー伯爵 第15代ダンガーヴァン子爵 (1916-2003) | ジョン・ボイル 第14代コーク伯爵 第14代オーラリー伯爵 第15代ダンガーヴァン子爵 (1916-2003) |                                                  |                                                  |  |  |                              |                              |                              |                              |                              |                              |  |  |  |  |  |  |  |  |  |  |  |  |  |  |  |  |  |  |  |  |  |  |  |  |  |  |  |  |  |  |
|  |  |                  |                  |                  |                  |                                                                                              |                                                                                              |                                                                                              |                                                                                              |                                                                                              |                                                                                              |                                                                                               |                                                                                               |                                                                                               |                                                                                               |                                                                                               |                                                                                               |                                                           |                                                           |                                                                                             |                                                                                             |                                                                                             |                                                                                             |                                                                                             |                                                                                             |                                                                                            |                                                                                            |                                                                                               |                                                                                               |                                                                                               |                                                                                               |                                                                                               |                                                                                               |                                                                                            |                                                                                            | ジョン・ボイル 第15代コーク伯爵 第15代オーラリー伯爵 第16代ダンガーヴァン子爵 (1945-)      |                                                                                            |                                                                                            |                                                                                            |                                                                                           |                                                                                           |                                                  |                                                  |  |  |                              |                              |                              |                              |                              |                              |  |  |  |  |  |  |  |  |  |  |  |  |  |  |  |  |  |  |  |  |  |  |  |  |  |  |  |  |  |  |